# Annarr
Annarr ("secondo") è un personaggio della mitologia norrena. Viene citato nei miti inerenti alla creazione del mondo.
Annarr fu il secondo sposo di Nótt, figlia del gigante Nǫrfi, e padre di Jǫrð, la Terra.
Così viene riportato direttamente nel Gylfaginning, la prima parte dell'Edda in prosa dello storico islandese Snorri Sturluson:
(Snorri Sturluson - Edda in prosa - Gylfaginning X - Traduzione di Stefano Mazza)
Poiché Annarr è anche uno degli epiteti di Odino, e Snorri Sturluson afferma che Jǫrð fosse insieme figlia e sposa di quest'ultimo, è possibile che Annarr vada identificato con lo stesso Odino, ma è allo stesso tempo improbabile visto che nella stirpe degli Æsir l'incesto non era assolutamente accettato.